# Nuevas Hazañas Bélicas
Nuevas Hazañas Bélicas es una colección de historietas creada por el guionista Hernán Migoya, con el concurso de varios dibujantes, para Glénat España, luego EDT, en 2011.

## Características
Nuevas Hazañas Bélicas homenajea las clásicas Hazañas Bélicas (1948) de Boixcar, referencia del género bélico en España. pretendiendo además recuperar el tebeo como entretenimiento popular.
Como ella presenta historietas autoconclusivas sin personaje fijo y se divide en dos series, la azul y la roja. No están protagonizadas, sin embargo, por combatientes alemanes o rusos de la Segunda Guerra Mundial, sino por españoles de los bandos nacional y republicano, respectivamente y muestra una mayor crudeza que el original.

## Entregas
La colección se compone de dos álbumes de 24 × 32 cm y 56 páginas, y de una serie de cuadernillos, de 24 × 17 cm. y 12 páginas, que semejan el formato apaisado del tebeo clásico español. Los dos primeros cuadernos se entregaron a modo de complemento con los álbumes, pero los siguientes se vendieron de forma independiente a un precio de 4'99 €.
| Número | Título                                                                                  | Portadista      | Dibujante           | Entintador | Serie | Formato     | Publicación                       |
| ------ | --------------------------------------------------------------------------------------- | --------------- | ------------------- | ---------- | ----- | ----------- | --------------------------------- |
|        | Unidos en la división                                                                   | Miguel Gallardo | Bernardo Muñoz      |            | Azul  | Álbum       | 12/2011                           |
| 01     | Barcelona en llamas. Furia roja                                                         | Daniel Acuña    | Diego Olmos         |            | Azul  | Cuadernillo | Entregado con el volumen anterior |
|        | Dos águilas de un tiro                                                                  | Miguel Gallardo | José María Beroy    | Perro      | Roja  | Álbum       | 12/2011                           |
| 02     | ¡Jauria fascista! Con los pies por delante                                              | Daniel Acuña    | Joan Marín          |            | Roja  | Cuadernillo | Entregado con el volumen anterior |
| 03     | ¡Evasión o Vitoria! ¡Tarjeta roja a los traidores!                                      | Daniel Acuña    | Albert Monteys      |            | Azul  | Cuadernillo | 2012                              |
| 04     | Con el moscardo tras la oreja. ¡La trágica verdad sobre el asedio al Alcázar de Toledo! | Daniel Acuña    | Kim                 |            | Roja  | Cuadernillo | 2012                              |
| 05     | La pasión aria El último hombre vivo... ¡Como Dios manda!                               | Daniel Acuña    | Natacha Bustos      |            | Azul  | Cuadernillo | 2012                              |
| 06     | La vitualla del Ebro. ¡Un piloto en la edad del pavo!                                   | Daniel Acuña    | Kano                |            | Roja  | Cuadernillo | 2012                              |
| 07     | La venganza del padre de Don Mendo ¡El otro Paracuellos!                                | Daniel Acuña    | Juaco Vizuete       |            | Azul  | Cuadernillo | 2012                              |
| 08     | La derrota de Durruti. ¡La verdad sobre la muerte del héroe anarquista                  | Daniel Acuña    | Juanjo Sáez         |            | Roja  | Cuadernillo | 2012                              |
| 09     | El novio de la muerta ¡La más épica aventura de la Legión Española!                     | Daniel Acuña    | Javi Fernández      |            | Azul  | Cuadernillo | 10/08/2012                        |
| 10     | La guerra de los inmundos ¡Contra Queipo de Llano, el primer supervillano!              | Daniel Acuña    | Cels Piñol          |            | Roja  | Cuadernillo | 10/08/2012                        |
| 11     | Grupa salvaje ¡La última carga de la caballería ligera.. de cascos!                     | Daniel Acuña    | Pedro Rodríguez     |            | Azul  | Cuadernillo |                                   |
| 12     | ¡Pánico en La Muela La Batalla de Teruel con pelos, señales y muertos                   | Daniel Acuña    | Calpurnio           |            | Rojo  | Cuadernillo | ´                                 |
| 13     | La Cóndor pasa. ¡Qué le quiten lo volado                                                | Daniel Acuña    | Keko                |            | Azul  | Cuadernillo |                                   |
| 14     | ¡Animales de campo! El sufrimiento de los presos republicanos en Francia                | Daniel Acuña    | Miguel Fuster       |            | Rojo  | Cuadernillo |                                   |
| 15     | ¡Huida del planeta de los tibios! Mallorca contra la República                          | Daniel Acuña    | Bartolomé Seguí     |            | Azul  | Cuadernillo | 10/2012                           |
| 16     | Rossi de Palma. ¡La auténtica vida del tirano fascista que asoló Mallorca               | Daniel Acuña    | Pere Joan           |            | Rojo  | Cuadernillo | 10/2012                           |
| 17     | Raza 2. El último almogávar                                                             | Daniel Acuña    | Miguel Ángel Martín |            | Azul  | Cuadernillo | 10/2012                           |
| 18     | El badajo de Badajoz. La "fiesta nacional" que masacró Extremadura                      | Daniel Acuña    | Ventura             |            | Rojo  | Cuadernillo | 10/2012                           |